# 이영식 (1894년)
이영식(李永植, 1894년 ~ 1981년 12월 8일)은 한국의 목사이다. 대한민국의 사립대학교인 대구대학교를 설립한 창립자로, 대한민국 특수교육의 선구자이자, 대구에서 독립운동을 이끈 독립운동가이기도 하다.

## 가족 관계
- 아들 : 이태영 (1929년 ~ 1995년 11월 30일)
  - 며느리 : 고은애 (1930년 ~ 2020년 7월 3일)
    - 첫째 손자 : 이근용 - 現 대구사이버대학교 총장
    - 둘째 손자 : 이근민 - 애광학원 이사장
    - 셋째 손자 : 이근도 - UCLA 연구원

  - 손녀 : 이예숙 - 前 대구미래대학교 총장

## 참고 자료
- 이영식 : 독립유공자 공훈록 - 국가보훈처
- Young Shik Rhee (영어)
- 이영식 - 1969년 5·16 민족상 교육부문 본상 수상자